# Stazione di Canegrate
Stazione di Canegrate vasútállomás Olaszországban, Lombardia régióban, Canegrate településen.

## Vasútvonalak
Az állomást az alábbi vasútvonalak érintik:
- Domodossola–Milánó-vasútvonal

## Kapcsolódó állomások
A vasútállomáshoz az alábbi állomások vannak a legközelebb:
- Stazione di Parabiago (Stazione di Milano Centrale, Stazione di Treviglio, Domodossola–Milánó-vasútvonal, Line S5)
- Stazione di Legnano (Stazione di Domodossola, Stazione di Varese, Domodossola–Milánó-vasútvonal, Line S5)